# Albrecht Wellmer
Albrecht Wellmer (Bergkirchen, Bavària, Alemanya, 9 de juliol de 1933 - Berlín, 13 de setembre de 2018) fou un filòsof alemany.

## Biografia
Wellmer va acabar els seus estudis en 1953 en l'Institut de secundària (Gymnasium) de Minden. Va continuar estudis de matemàtiques i física (ocasionalment de música) a Berlín i Kiel (1954-1961) i va realitzar en 1961 l'examen d'estat (Staatsexamen) en matemàtiques i física a la universitat de Kiel.
Des de 1961 a 1966 va estudiar filosofia i sociologia a Heidelberg i Frankfurt aconseguint el doctorat en (filosofia) en 1966, a la mateixa Universitat de Frankfurt amb la tesi Metodologia com a teoria del coneixement. La ciència en Karl Popper (Methodologie als Erkenntnistheorie. Zur Wissenschaftslehre Karl Popper's).
Durant els anys 1966-1970 va ser ajudant i col·laborador de Jürgen Habermas en el seminari de filosofia de la Universitat de Frankfurt. En 1971 va aconseguir l'habilitació en (filosofia) per a la mateixa universitat amb el treball Explicació i causalitat. Crítiques dels models de Hempel-Oppenheim de l'Explicació (Erklärung und Kausalität. Kritik des Hempel-Oppenheim-Modells der Erklärung).
Albrecht Wellmer va treballar com a professor adjunt en l'Institut per a l'Estudi de l'Educació d'Ontario (Institute for Studies in Education -University of Toronto-) durant el període 1970-1972) i a la Nova escola per a la recerca social (New School for Social Research) a Nova York (1972-1975). Durant el període de 1973-1974 també va compaginar el seu treball amb el desenvolupat en l'Institut Max Planck (Max-Planck-Institut) relatiu a les condicions del món científic-tecnològic.
Des de 1974 a 1990 Albrecht Wellmer va ser professor de filosofia a la Universitat de Constança, a partir 1985 i fins a 1987 va tornar a ser professor de la Nova escola per a la Recerca social (New School for Social Research) de Nova York. Des de 1990 és professor de filosofia (en la Càtedra d'Estètica, Hermenèutica i Ciències Humanes) a la Universitat Lliure de Berlín (Freien Universität Berlin); on és professor emèrit des de setembre de 2001.
Ha estat professor visitant a les Universitats de Haverford (EUA), Stony Brooke (EUA), Collège International de Philosophie (París, 1988), New School of Social Research (New York, 1995) i la Universitat d'Amsterdam (1996).

## Premis
- 2006 - Premi Theodor W. Adorno

## Obra
- 1985 - Zur Dialektik von Moderne und Postmoderne: Vernunftkritik nach Adorno ISBN 3-518-28132-1
- 1986 - Ethik und Dialog ISBN 3-518-28178-X
- 1993 - Endspiele: Die unversöhnliche Moderne ISBN 3-518-28695-1
- 2004 - Sprachphilosophie ISBN 3-518-29292-7
- 2007 - Wie Worte Sinn machen ISBN 978-3-518-29452-9